# Meteoriella kudoi
Meteoriella kudoi là một loài rêu trong họ Pterobryaceae. Loài này được (S. Okamura) S. Okamura mô tả khoa học đầu tiên năm 1916.